# Andrea Barberi
Pour les articles homonymes, voir Barberi.
Andrea Barberi né le 15 janvier 1979 à Tivoli (Latium), où il meurt le 20 décembre 2023, est un athlète de sprint italien entre 2006 et 2016, spécialiste et recordman du 400 mètres.

## Biographie
Andrea Barberi est né à Tivoli dans les environs de Rome le 15 janvier 1979. Il commence l’athlétisme sous l’égide de l’ancien marcheur Riccardo Pisani, qui sera son entraîneur puis son conseiller pendant sa carrière. Il est membre à 19 ans de la fédération italienne d’athlétisme, et cadre technique après sa carrière.

### Carrière sportive
Andrea Barberi termine cinquième aux Championnats d'Europe d'athlétisme 2006 et aux Championnats d'Europe d'athlétisme en salle 2007. Il atteint les demi-finales des Championnats du monde d'athlétisme de 2005. Lors de la Coupe du monde IAAF 2006, il termine cinquième au relais 4 x 400 mètres avec l'équipe européenne.
Le 27 août 2006 à Rieti, il court le 400 m en 45,19 secondes, battant le record italien en extérieur qui datait de 1981.

### Mort
La Fédération italienne d'athlétisme annonce la mort d’Andrea Barberi à 44 ans le 20 décembre 2023 des suites d'un cancer.

## Titres nationaux
Andrea Barberi a remporté neuf fois les championnats italiens individuels d'athlétisme  :
- 400 mètres (2001, 2002, 2003, 2004, 2005, 2006, 2007, 2008 (ex aequo avec Luca Galletti)
- 400 mètres en salle (2004).